# Pedro Gil
Gil  Gómez est un nom espagnol. Le premier nom de famille, en général paternel, est Gil ; le second, en général maternel, souvent omis, est Gómez.
Pedro Gil Gómez, surnommé Pedrito Gil, né le 13 décembre 1980 à Esplugues de Llobregat, est un joueur de rink hockey international espagnol, régulièrement impliqué dans des agressions sur les terrains.

## Carrière
Pedro commence sa carrière professionnelle dans sa ville natale, au sein du Club Esportiu Noia. En 1998, à 18 ans, il joue une saison avec le CP Tenerife, club des îles Canaries évoluant alors en OK Liga. Il retourne ensuite dans le club de Sant Sadurní d'Anoia. En 2000, il part jouer au Portugal, au sein du club Infante de Sagres pendant deux saisons puis au sein du FC Porto durant 5 saisons. Il est alors reconnu comme l'un des meilleurs attaquants d'Europe. En 2007, il retourne en Espagne au sein du Reus Deportiu, remportant en 2009 la ligue européenne. Après un bref retour au FC Porto, il découvre le championnat italien avec le Hockey Valdagno en 2012. À partir de 2013, il joue avec un autre club italien, HC Forte dei Marmi. À partir de 2016, il joue avec le Sporting Clube de Portugal.

### Agressions
Dès 2004, lors de la rencontre du groupe B de la Ligue des champions qui oppose les portugais de Porto aux italiens de Prato, Pedro Gil est l'auteur d'une violente agression. Gil frappe une première fois Mauricio Videla aux jambes. Ce dernier tombe à terre. Puis lorsqu'il se relève et s'élance, Pedro Gil récidive en atteignant le visage Mauricio Videla à l'aide de sa crosse. Ce second coup porté par Gil se produit simultanément à un coup de crosse porté par le gardien de Gil sur un coéquipier de Videla. 
Le joueur de nationalité espagnole frappe de dos, lors d'une rencontre international face au Portugal, un joueur portugais à l'épaule. Il lui arrive aussi de mettre des violents taquets notamment en visant la partie non protégée entre le protège-tibia et le patin, ou bien le visage lorsqu'il est à la talenquère lorsque l'arbitre n'a aucune visibilité. 
En 2017, lors du derby de Lisbonne, il jette volontairement sa crosse dans le public. Une intervention policière est nécessaire pour maîtriser la situation. L'année suivante lors de la même rencontre, il assène un coup de tête à Nicolia lors du derby face au Benfica. Deux mois plus tard, en 2018, en Ligue européenne de rink hockey avec le Sporting CP, il s'en prend à l'international français Carlo Di Benedetto qui évolue pour le HC Liceo.

### Titres
Il possède un très grand palmarès obtenus avec ses différents clubs, mais aussi en sélection nationale. 
Il est sacré à nombreuses reprises champions du Portugal avec le FC Porto, champions d'Italie avec Valdagno et Forte dei Marmi. Il s'adjuge également des coupes nationales au Portugal, en Italie et en Espagne, ainsi qu'une supercoupe en Italie. Au niveau international, il remporte la Ligue européenne, la Coupe CERS et le mondial des clubs. 
En équipe nationale, il remporte toutes les compétitions de son époque : coupe des Nations, championnat d'Europe et championnat du monde. Trop jeune pour participer aux jeux de Barcelone, il lui manque seulement le titre olympique qui échappe à l'Espagne lors de l'unique inscription de la discipline aux Jeux.

## Palmarès

### En club

#### CE Noia
- 1 coupe du Roi en 1998
- 1 Coupe CERS en 1998

#### FC Porto
- 7 Championnats du Portugal en 2003, 2004, 2005, 2005, 2006, 2007, 2010 et 2011
- 2 Coupes du Portugal en 2005 et 2006

#### Reus Deportiu
- 1 Mondial des Clubs en  2008
- 1 Ligue européenne en 2009

#### Hockey Valdagno
- 1 Championnat d'Italie en 2013
- 1 Coupe d'Italie en 2013
- 1 Supercoupe d'Italie en 2013

#### HC Forte dei Marmi
- 2 Championnats d'Italie en 2014 et 2015
- 1 Supercoupe d'Italie en 2015

### En sélection espagnole
- 6 Championnats du monde en 2001, 2005, 2007, 2009, 2011 et 2013
- 7 Championnats d'Europe en 2000, 2002, 2004, 2006, 2008, 2010 et 2012
- 5 Coupe des nations en 2001, 2003, 2005, 2007 et 2017